# Série de pièces de 2 euros du 30e anniversaire du drapeau européen
La série de pièces de 2 euros du 30e anniversaire de l'adoption du drapeau européen par l'Union européenne est une série de pièces de monnaie émise par tous les pays de l'Union européenne utilisant l'euro au moment de son émission en 2015.
L'Andorre, Monaco, Saint-Marin et le Vatican ne font pas partie des pays émetteurs car ils ne sont pas membres de l'Union européenne. 

## Caractéristiques techniques
Ces pièces ont les mêmes caractéristiques techniques que les autres pièces de 2 euros et portent la deuxième version du revers commun de ces pièces.

## Description
Le motif a été choisi par concours. Les projets devaient être remis entre le 2 et le 20 mars 2015. Une présélection des projets s'est faite entre le 23 et le 27 mars, avant une sélection de la pièce par les citoyens européens entre le 30 mars et le 9 mai. Les premières pièces devraient être mises en circulation le 1er juillet 2015. La pièce gagnante est annoncée le 28 mai 2015.  Elle a récolté 30 % des voix.
Le drapeau européen dessiné grossièrement, entouré par douze bonshommes stylisés. En haut à droite, le nom du pays émetteur suivi des années 1985-2015. L'anneau externe de la pièce comporte les douze étoiles du drapeau européen.

## Modèle par pays
| Allemagne                        | 30e anniversaire du drapeau européen, pièce allemande                                                    |                       |
|                                  | Comme décrite ci-dessus avec le nom du pays émetteur en allemand : BUNDESREPUBLIK DEUTSCHLAND.           |                       |
| Graveur : Geórgios Stamatópoulos | \| Gravure sur la tranche : \| Date : \| Tirage : \| \| \| 4e trimestre 2015 \| 30 millions de pièces \| |                       |
| Gravure sur la tranche :         | Date :                                                                                                   | Tirage :              |
|                                  | 4e trimestre 2015                                                                                        | 30 millions de pièces |

| Autriche                         | 30e anniversaire du drapeau européen, pièce autrichienne                                                  |                        |
|                                  | Comme décrite ci-dessus avec le nom du pays émetteur en allemand : REPUBLIK ÖSTERREICH.                   |                        |
| Graveur : Geórgios Stamatópoulos | \| Gravure sur la tranche : \| Date : \| Tirage : \| \| \| 4e trimestre 2015 \| 2,5 millions de pièces \| |                        |
| Gravure sur la tranche :         | Date : | Tirage :               |
|                                  | 4e trimestre 2015                                                                                         | 2,5 millions de pièces |

| Belgique                         | 30e anniversaire du drapeau européen, pièce belge                                                                    |                |
|                                  | Comme décrite ci-dessus avec le nom du pays émetteur en néerlandais, français et allemand : BELGIE-BELGIQUE-BELGIEN. |                |
| Graveur : Geórgios Stamatópoulos | \| Gravure sur la tranche : \| Date : \| Tirage : \| \| \| Novembre 2015 \| 412 500 pièces \|                        |                |
| Gravure sur la tranche :         | Date : | Tirage :       |
|                                  | Novembre 2015 | 412 500 pièces |

| Chypre                           | 30e anniversaire du drapeau européen, pièce chypriote                                             |                |
|                                  | Comme décrite ci-dessus avec le nom du pays émetteur en grec et en turc : ΚΥΠΡΟΣ KIBRIS.          |                |
| Graveur : Geórgios Stamatópoulos | \| Gravure sur la tranche : \| Date : \| Tirage : \| \| \| 4e trimestre 2015 \| 350 000 pièces \| |                |
| Gravure sur la tranche :         | Date :                                                                                            | Tirage :       |
|                                  | 4e trimestre 2015                                                                                 | 350 000 pièces |

| Espagne                          | 30e anniversaire du drapeau européen, pièce espagnole                                                   |                      |
|                                  | Comme décrite ci-dessus avec le nom du pays émetteur en espagnol : ESPAÑA.                              |                      |
| Graveur : Geórgios Stamatópoulos | \| Gravure sur la tranche : \| Date : \| Tirage : \| \| \| 3e trimestre 2015 \| 4 millions de pièces \| |                      |
| Gravure sur la tranche :         | Date :                                                                                                  | Tirage :             |
|                                  | 3e trimestre 2015                                                                                       | 4 millions de pièces |

| Estonie                          | 30e anniversaire du drapeau européen, pièce estonienne,                                           |                |
|                                  | Comme décrite ci-dessus avec le nom du pays émetteur en estonien : EESTI.                         |                |
| Graveur : Geórgios Stamatópoulos | \| Gravure sur la tranche : \| Date : \| Tirage : \| \| \| fin décembre 2015 \| 350 000 pièces \| |                |
| Gravure sur la tranche :         | Date :                                                                                            | Tirage :       |
|                                  | fin décembre 2015                                                                                 | 350 000 pièces |

| Finlande                         | 30e anniversaire du drapeau européen, pièce finlandaise                                     |                |
|                                  | Comme décrite ci-dessus avec le nom du pays émetteur en finnois et suédois : SUOMI FINLAND. |                |
| Graveur : Geórgios Stamatópoulos | \| Gravure sur la tranche : \| Date : \| Tirage : \| \| \| Août 2015 \| 500 000 pièces \|   |                |
| Gravure sur la tranche :         | Date :                                                                                      | Tirage :       |
|                                  | Août 2015                                                                                   | 500 000 pièces |

| France                           | 30e anniversaire du drapeau européen, pièce française                                              |                      |
|                                  | Comme décrite ci-dessus avec le nom du pays émetteur en français : RÉPUBLIQUE FRANÇAISE.           |                      |
| Graveur : Geórgios Stamatópoulos | \| Gravure sur la tranche : \| Date : \| Tirage : \| \| \| Octobre 2015 \| 4 millions de pièces \| |                      |
| Gravure sur la tranche :         | Date :                                                                                             | Tirage :             |
|                                  | Octobre 2015                                                                                       | 4 millions de pièces |

| Grèce                            | 30e anniversaire du drapeau européen, pièce grecque                                               |                |
|                                  | Comme décrite ci-dessus avec le nom du pays émetteur en grec : ΕΛΛΗΝΙΚΗ ΔΗΜΟΚΡΑΤΙΑ.               |                |
| Graveur : Geórgios Stamatópoulos | \| Gravure sur la tranche : \| Date : \| Tirage : \| \| \| 3e trimestre 2015 \| 750 000 pièces \| |                |
| Gravure sur la tranche :         | Date :                                                                                            | Tirage :       |
|                                  | 3e trimestre 2015                                                                                 | 750 000 pièces |

| Irlande                          | 30e anniversaire du drapeau européen, pièce irlandaise                                            |                     |
|                                  | Comme décrite ci-dessus avec le nom du pays émetteur en irlandais : éıʀe.                         |                     |
| Graveur : Geórgios Stamatópoulos | \| Gravure sur la tranche : \| Date : \| Tirage : \| \| \| Octobre 2015 \| 1 million de pièces \| |                     |
| Gravure sur la tranche :         | Date :                                                                                            | Tirage :            |
|                                  | Octobre 2015                                                                                      | 1 million de pièces |

| Italie                           | 30e anniversaire du drapeau européen, pièce italienne                                              |                     |
|                                  | Comme décrite ci-dessus avec le nom du pays émetteur en italien : REPUBBLICA ITALIANA.             |                     |
| Graveur : Geórgios Stamatópoulos | \| Gravure sur la tranche : \| Date : \| Tirage : \| \| \| Novembre 2015 \| 1 million de pièces \| |                     |
| Gravure sur la tranche :         | Date :                                                                                             | Tirage :            |
|                                  | Novembre 2015                                                                                      | 1 million de pièces |

| Lettonie                         | 30e anniversaire du drapeau européen, pièce lettonne                                            |                  |
|                                  | Comme décrite ci-dessus avec le nom du pays émetteur en letton : LATVIJA.                       |                  |
| Graveur : Geórgios Stamatópoulos | \| Gravure sur la tranche : \| Date : \| Tirage : \| \| \| Novembre 2015 \| 1 010 000 pièces \| |                  |
| Gravure sur la tranche :         | Date :                                                                                          | Tirage :         |
|                                  | Novembre 2015                                                                                   | 1 010 000 pièces |

| Lituanie                         | 30e anniversaire du drapeau européen, pièce lituanienne                                           |                |
|                                  | Comme décrite ci-dessus avec le nom du pays émetteur en lituanien : LIETUVA.                      |                |
| Graveur : Geórgios Stamatópoulos | \| Gravure sur la tranche : \| Date : \| Tirage : \| \| \| 4e trimestre 2015 \| 750 000 pièces \| |                |
| Gravure sur la tranche :         | Date :                                                                                            | Tirage :       |
|                                  | 4e trimestre 2015                                                                                 | 750 000 pièces |

| Luxembourg                       | 30e anniversaire du drapeau européen, pièce luxembourgeoise |                       |
|                                  | Comme décrite ci-dessus avec le nom du pays émetteur en luxembourgeois : LËTZEBUERG. Le drapeau comporte un hologramme permettant de faire apparaître alternativement le drapeau ou l'effigie du grand-duc Henri. |                       |
| Graveur : Geórgios Stamatópoulos | \| Gravure sur la tranche : \| Date : \| Tirage : \| \| \| Novembre 2015 \| 1,4 million de pièces \| |                       |
| Gravure sur la tranche :         | Date : | Tirage :              |
|                                  | Novembre 2015 | 1,4 million de pièces |

| Malte                            | 30e anniversaire du drapeau européen, pièce maltaise                                          |                |
|                                  | Comme décrite ci-dessus avec le nom du pays émetteur en maltais : MALTA.                      |                |
| Graveur : Geórgios Stamatópoulos | \| Gravure sur la tranche : \| Date : \| Tirage : \| \| \| Novembre 2015 \| 300 000 pièces \| |                |
| Gravure sur la tranche :         | Date :                                                                                        | Tirage :       |
|                                  | Novembre 2015                                                                                 | 300 000 pièces |

| Pays-Bas                         | 30e anniversaire du drapeau européen, pièce néerlandaise                                          |                     |
|                                  | Comme décrite ci-dessus avec le nom du pays émetteur en néerlandais : NEDERLAND.                  |                     |
| Graveur : Geórgios Stamatópoulos | \| Gravure sur la tranche : \| Date : \| Tirage : \| \| \| Octobre 2015 \| 1 million de pièces \| |                     |
| Gravure sur la tranche :         | Date :                                                                                            | Tirage :            |
|                                  | Octobre 2015                                                                                      | 1 million de pièces |

| Portugal                         | 30e anniversaire du drapeau européen, pièce portugaise,                                       |                |
|                                  | Comme décrite ci-dessus avec le nom du pays émetteur en portugais : PORTUGAL.                 |                |
| Graveur : Geórgios Stamatópoulos | \| Gravure sur la tranche : \| Date : \| Tirage : \| \| \| Novembre 2015 \| 520 000 pièces \| |                |
| Gravure sur la tranche :         | Date :                                                                                        | Tirage :       |
|                                  | Novembre 2015                                                                                 | 520 000 pièces |

| Slovaquie                        | 30e anniversaire du drapeau européen, pièce slovaque                                                |                     |
|                                  | Comme décrite ci-dessus avec le nom du pays émetteur en slovaque : SLOVENSKO.                       |                     |
| Graveur : Geórgios Stamatópoulos | \| Gravure sur la tranche : \| Date : \| Tirage : \| \| \| Septembre 2015 \| 1 million de pièces \| |                     |
| Gravure sur la tranche :         | Date :                                                                                              | Tirage :            |
|                                  | Septembre 2015                                                                                      | 1 million de pièces |

| Slovénie                         | 30e anniversaire du drapeau européen, pièce slovène                                                    |                     |
|                                  | Comme décrite ci-dessus avec le nom du pays émetteur en slovène : SLOVENIJA.                           |                     |
| Graveur : Geórgios Stamatópoulos | \| Gravure sur la tranche : \| Date : \| Tirage : \| \| \| 4e trimestre 2015 \| 1 million de pièces \| |                     |
| Gravure sur la tranche :         | Date :                                                                                                 | Tirage :            |
|                                  | 4e trimestre 2015                                                                                      | 1 million de pièces |